# Biraj Bahu
Biraj Bahu (Hindi: बिरज बहू, biraj bahū) ist eine indische Literaturverfilmung von Bimal Roy aus dem Jahr 1954. Der Hindi-Film entstand nach der Geschichte Biraj Bou von Sharat Chandra Chattopadhyay.

## Handlung
Nilambar Chakravorty gehört einer armen Familie an. In seinem Haushalt leben sein verheirateter Bruder Pitambar, die jüngere Schwester Punnu und seine Frau Biraj. Er ist bekannt für seine Gutmütigkeit, worauf Pitambar seine Naivität dabei ausnutzt, das Haus zu teilen und ein Stück Land zu erwerben, jedoch unter falschem Namen. Da Nilambhar arbeitslos ist, müssen er und seine Frau nun unter erbärmlichen Verhältnissen leben.
Hinzu kommt noch, dass Deodhar, ein reicher junger Mann, ein Auge auf die schöne Biraj geworfen hat. Er möchte mit ihr zusammen sein und ihr ein besseres Leben ohne Geldsorgen ermöglichen. Er heuert sogar Birajs Dienstmädchen Sundari an, sie zu ihm zu locken. 
Eines Tages geht Nilambar für zwei Tage zu einer Beerdigung in die nahegelegene Stadt. Als er wieder nach Hause kommt, wird ihm erzählt, dass Biraj in der Nähe von Deodhars Aufenthaltsort gesehen wurde. Nilambar spricht sie darauf an, doch sie weigert sich eine Erklärung abzugeben. Deshalb bittet er sie das Haus zu verlassen, und Biraj geht.
Biraj kehrt nicht wieder zurück. Es kommen Gerüchte auf, dass sie mit Deodhar durchgebrannt ist und nun ein komfortables Leben führt. In Wirklichkeit jedoch wurde Biraj an jenem Tag entführt und zu Deodhars Boot getragen. Nachdem sie wieder zu Bewusstsein kommt, springt sie sofort aus dem Boot. Als sie wieder aufwacht, befindet sie sich in einem Krankenhaus.
Sie flieht aus dem Krankenhaus und macht sich auf den langen Nachhauseweg. Aufgrund der schlechten Wetterverhältnisse, verschlimmert sich ihr ohnehin schon instabiler Gesundheitszustand. Trotzdem erreicht sie endlich die Türschwelle ihres Hauses. Doch noch in Nilambars Armen bricht sie zusammen, worauf sie einen Arzt rufen. Leider kann er Biraj nicht mehr helfen und sie stirbt noch in derselben Nacht.

## Musik
| Lied                                           | Sänger                         |
| ---------------------------------------------- | ------------------------------ |
| Na Jaane Re Saiyyan Man Ki Batiya              | Shamshad Begum                 |
| Maajhi Re Le Chal Naiyya Ram Karega Paar       | Hemant Kumar                   |
| Mere Mann Bhool Bhoola Kaahe Prabhu Sang Preet | Hemant Kumar                   |
| Shyam Re Ek Pal Daras Dikha Jaa                | Hemant Kumar                   |
| Suno Sita Ki Kahani                            | Mohammed Rafi                  |
| Tera Ghar Aabad Rahe Jaa Ri Dulhaniya          | Lata Mangeshkar, Shyamal Mitra |

Die Liedtexte zur Musik von Salil Choudhury schrieb Prem Dhawan.

## Auszeichnungen
Filmfare Award 1956
- Filmfare Award/Beste Regie an Bimal Roy
- Filmfare Award/Beste Hauptdarstellerin an Kamini Kaushal

Nominierungen
- Filmfare Award/Bester Film an Hiten Choudhury
- Internationale Filmfestspiele von Cannes 1955 nominiert für die Goldene Palme